# U-755
| U-755                      | U-755                                                          | U-755                                                          |
| -------------------------- | -------------------------------------------------------------- | -------------------------------------------------------------- |
|                            |                                                                |                                                                |
|                            |                                                                |                                                                |
| U-755                      |                                                                |                                                                |
| Під прапором               | Третій рейх                                                    | Третій рейх                                                    |
| Спуск на воду              | 23 серпня 1941 року                                            | 23 серпня 1941 року                                            |
| Виведений зі складу флоту  | 28 травня 1943 року                                            | 28 травня 1943 року                                            |
| Сучасний статус            | затоплений                                                     | затоплений                                                     |
| Проєкт                     |                                                                |                                                                |
| Тип ПЧ                     | Торпедний ДПЧ                                                  | Торпедний ДПЧ                                                  |
| Основні характеристики     |                                                                |                                                                |
| Швидкість (надводна)       | 17,7 вузлів                                                    | 17,7 вузлів                                                    |
| Швидкість (підводна)       | 7,6 вузлів                                                     | 7,6 вузлів                                                     |
| Робоча глибина занурення   | 100 м                                                          | 100 м                                                          |
| Гранична глибина занурення | 220 м                                                          | 220 м                                                          |
| Екіпаж                     | 44 осіб                                                        | 44 осіб                                                        |
| Розміри                    |                                                                |                                                                |
| Довжина найбільша (по КВЛ) | 67,1 м                                                         | 67,1 м                                                         |
| Ширина корпусу найб.       | 6,2 м                                                          | 6,2 м                                                          |
| Висота                     | 9,6 м                                                          | 9,6 м                                                          |
| Середня осадка (по КВЛ)    | 4,70 м                                                         | 4,70 м                                                         |
| Водотоннажність надводна   | 769 т                                                          | 769 т                                                          |
| Озброєння                  |                                                                |                                                                |
| Артилерія                  | одна палубна гармата калібру 88-мм, одна 20-мм зенітна гармата | одна палубна гармата калібру 88-мм, одна 20-мм зенітна гармата |
| Торпедно- мінне озброєння  | 4 носових і один кормовий ТА. 14 торпед або 26 мін             | 4 носових і один кормовий ТА. 14 торпед або 26 мін             |

U-755 — німецький підводний човен типу VIIC, часів  Другої світової війни.
Замовлення на будівництво човна було віддане 9 жовтня 1939 року. Човен був закладений на верфі суднобудівної компанії «Kriegsmarinewerft» у місті Вільгельмсгафен 11 січня 1940 року під заводським номером 138, спущений на воду 23 серпня 1941 року, 3 листопада 1941 року увійшов до складу 5-ї флотилії. Також за час служби входив до складу 9-ї та 29-ї флотилій. Єдиним командиром човна був капітан-лейтенант Вальтер Геїнг.
Човен зробив 5 бойових походів, в яких потопив 1 судно і 2 допоміжні військові кораблі.
Потоплений 28 травня 1943 року в Середземному морі північно-західніше Майорки (39°58′ пн. ш. 01°41′ сх. д. / 39.967° пн. ш. 1.683° сх. д.) ракетами британського бомбардувальника «Хадсон». 40 членів екіпажу загинули, 9 врятовані.

## Потоплені та пошкоджені кораблі[3]
| Назва                      | Тип                   | Належність | Дата            | Тоннаж (БРТ) | Вантаж | Статус    | Місце                                                       |
| USS Muskeget (WAG 48)      | військовий транспорт  | США        | 9 вересня 1942  | 1 827        |        | потоплено | 51°41′ пн. ш. 43°53′ зх. д. / 51.683° пн. ш. 43.883° зх. д. |
| FFL Sergent Gouarne (P 43) | протичовновий траулер | Франція    | 26 березня 1943 | 1 147        |        | потоплено | 36°01′ пн. ш. 02°29′ зх. д. / 36.017° пн. ш. 2.483° зх. д.  |
| Simon Duhamel II           | траулер               | Франція    | 2 квітня 1943   | 928          |        | потоплено | 36°01′ пн. ш. 02°29′ зх. д. / 36.017° пн. ш. 2.483° зх. д.  |